# 남이장군묘
남이장군묘(南怡將軍墓)는 대한민국 경기도 화성시 비봉면에 있는, 조선 초기의 무신인 충무공 남이(1441∼1468) 장군의 묘소이다. 1973년 7월 10일 경기도의 기념물 제13호로 지정되었다.

## 같이 보기
- 남이

## 참고 자료
- 남이장군묘 - 국가유산청 국가유산포털